# Prozessleitelektroniker
Prozeßleitelektroniker war ein von 1992 bis 2007 staatlich anerkannter Ausbildungsberuf. Er entspricht etwa dem früheren Meß- und Regelmechaniker. Im Rahmen der Neuordnung der Ausbildungsberufe wurde dieser industrielle Elektroberuf durch die Ausbildung zum Elektroniker/Elektronikerin für Automatisierungstechnik abgelöst.
Abgeschlossen wurde die Ausbildung nach dreieinhalb Jahren durch eine theoretische und praktische Prüfung vor der Industrie- und Handelskammer. Diese Berufsausbildung wurde durch Verordnung vom 2. April 1992 anerkannt und am 3. Juli 2003 von anderen industriellen Elektroberufen abgelöst.